# Liste der Kulturdenkmale in Hettstedt
In der Liste der Kulturdenkmale in Hettstedt sind alle  Kulturdenkmale der Gemeinde Hettstedt und ihrer Ortsteile aufgelistet. Grundlage ist das Denkmalverzeichnis des Landes Sachsen-Anhalt, das auf Basis des Denkmalschutzgesetzes des Landes Sachsen-Anhalt vom 21. Oktober 1991 durch das Landesamt für Denkmalpflege und Archäologie Sachsen-Anhalt erstellt und seither laufend ergänzt wurde (Stand: 31. Dezember 2022).

## Kulturdenkmale nach Ortsteilen

### Gerbstedt, Halle (Saale), Hettstedt, Lutherstadt Eisleben, Salzatal
| Lage                                                                      | Bezeichnung     | Beschreibung                | Erfassungs- nummer | Ausweisungsart | Bild |
| ------------------------------------------------------------------------- | --------------- | --------------------------- | ------------------ | -------------- | ---- |
| Stadt Halle (Saale), Salzatal, Lutherstadt Eisleben, Gerbstedt, Hettstedt | Eisenbahnanlage | Halle-Hettstedter Eisenbahn | 107 40096          | Baudenkmal     |      |

### Burgörner-Altdorf
| Lage                                                                                               | Bezeichnung      | Beschreibung                            | Erfassungs- nummer | Ausweisungsart | Bild             |
| -------------------------------------------------------------------------------------------------- | ---------------- | --------------------------------------- | ------------------ | -------------- | ---------------- |
| östlich des Ortes                                                                                  | Haldenlandschaft | Lichtlochhaldenzug Zabenstedter Stollen | 107 40051          | Baudenkmal     |                  |
| östlich des Ortes (Karte)                                                                          | Haldenlandschaft | Lichtlochhaldenzug Hoheiter Stollen     | 107 40058          | Baudenkmal     | Haldenlandschaft |
| im Ort und östlich des Ortes                                                                       | Haldenlandschaft | Lichtlochhaldenzug Schlüssel-Stollen    | 107 40077          | Baudenkmal     |                  |
| zwischen Hettstedt und Burgörner                                                                   | Haldenlandschaft | Halde Schacht Himmelshöhe               | 107 40084          | Baudenkmal     |                  |
| Berggrenze                                                                                         | Hüttenwerk       | Berghütte, Kupferkammerhütte, Bleihütte | 094 65103          | Baudenkmal     |                  |
| Mansfelder Straße Hettstedt–Altdorf, Schmalzgrund (Karte)                                          | Eisenbahnbrücke  |                                         | 094 65049          | Baudenkmal     | BW               |
| Schlossstraße 7, 9 Burgörner (Karte)                                                               | Rittergut        | Humboldt-Schlösschen                    | 094 65108          | Baudenkmal     | Rittergut        |
| Schloßstraße Humboldt-Hain, beim Mansfeld-Museum/Humboldt-Schlösschen (ca. 100 m entfernt) (Karte) | Bergbauanlage    | Lichtloch 24 S                          | 094 65098          | Baudenkmal     | Bergbauanlage    |

### Hettstedt
| Lage | Bezeichnung               | Beschreibung | Erfassungs- nummer | Ausweisungsart               | Bild                     |
| --- | ------------------------- | --- | ------------------ | ---------------------------- | ------------------------ |
| östlich der B 180, Gemarkung Siersleben, Flur 2, Flurstück 85, Gemarkung Hettstedt, Flur 24, Flurstück 573/105 | Bergbauanlage             | Niewandt-Schacht | 107 40023          | Baudenkmal                   |                          |
| an der Bleihütte, über die Wipper | Brücke                    | Brücke | 107 40088          | Baudenkmal                   |                          |
| Verbindungsstraße zum ehemaligen Niewandt-Schacht/Flachhalde | Brücke                    | Brücke | 107 40096 016      | Teilobjekt eines Baudenkmals |                          |
| Halde des König-Friedrich-Schachtes, südöstlich von Hettstedt (Karte) | Maschinendenkmal          | Denkmal | 094 66041          | Baudenkmal                   | Weitere Bilder           |
| östlich von Hettstedt an der Kreuzung nach Eisleben (über Welfesholz), Gerbstedt und Sandersleben | Distanzstein              | | 094 65090          | Baudenkmal                   |                          |
| Mansfelder Mulde, Haldenlandschaft; hier Bleihütte | Eisenbahnanlage           | Mansfelder Bergwerksbahn | 107 40005          | Baudenkmal                   |                          |
| Koordinaten fehlen! Hilf mit. | Mansfelder Bergwerksbahn  | Ab 1880 angelegte Eisenbahnanlage, 2017 als Denkmal ausgewiesen. Bis zur Kupferkammerhütte in Hettstedt besteht regelmäßiger Museumsverkehr. | 094 3064           | Baudenkmal                   | Mansfelder Bergwerksbahn |
| Koordinaten fehlen! Hilf mit. | Hüttenwerk                | Hüttenwerk 2022 als Baudenkmal ausgewiesen. | 094 18864          | Baudenkmal                   |                          |
| Burgörner-Altdorf | Friedhof                  | Kirchberg | 107 40012          | Baudenkmal                   |                          |
| zwischen Hettstedt, Welfesholz und Gerbstedt (Karte) | Haldenlandschaft          | | 094 66039          | Baudenkmal                   | BW                       |
| westlich der B 180; Flur 25, Flurstücke 97/142 und 97/122 (Karte) | Haldenlandschaft          | Eduard-Schacht | 107 40027          | Baudenkmal                   | Haldenlandschaft         |
| Flur 24, Flurstück 90/1 (Karte) | Haldenlandschaft          | Zimmermann-Schächte | 107 40028          | Baudenkmal                   | BW                       |
| im Norden und Westen der Altstadt | Haldenlandschaft          | Lichtlochhaldenzug Jakob-Adolph-Stollen | 107 40060          | Baudenkmal                   |                          |
| nördlich von Hettstedt (Karte) | Hüttenwerk                | Saigerhütte | 094 65104          | Baudenkmal                   | BW                       |
| nördlich von Hettstedt (Karte) | Kunstteich                | Ölgrundteich | 107 40090          | Baudenkmal                   | Kunstteich               |
| Burgörner-Altdorf | Park                      | Humboldthain | 107 40011          | Baudenkmal                   |                          |
| Am Bahnhof 1 (Karte) | Bahnhof                   | Die Bahnstrecke Berlin–Blankenheim (Teil der Kanonenbahn) mit dem Bahnhof Hettstedt wurde 1879 eröffnet. Der Bahnhof Hettstedt ist ein zweigeschossiger Typenbau, weitgehend baugleich mit mehreren anderen größeren Stationen der Strecke (Belzig, Barby, Calbe, Klostermansfeld). | 094 65018          | Baudenkmal                   | Weitere Bilder           |
| Am Bahnhof 2 (Karte) | Wohnhaus                  | Das Wohnhaus ist ein Eisenbahnerwohnhaus und ähnelt einer Reihe von weiteren Wohnhäusern an der 1879 eröffneten Bahnstrecke Berlin–Blankenheim aus deren Erbauungszeit. | 094 65019          | Baudenkmal                   | Wohnhaus                 |
| Am Brauhaus 9,11,13 (Karte) | Burg                      | Altes Schloß | 094 65017          | Baudenkmal                   | Burg                     |
| Am Mühlgraben 1, 4, 6, 8, Mühlgartenstraße 1, 2, 3, 4, 5, 6, 7, 8, 9 (Karte) | Villenkolonie             | Mühlgartenviertel | 094 65020          | Denkmalbereich               | BW                       |
| An der Brache 2 (Karte) | Arbeiterhaus              | | 094 65093          | Baudenkmal                   | BW                       |
| An der Molmecker Kirche (Karte) | Kirche                    | Evangelische Heilandskirche, 1897 bis 1899 erbaut, nicht mehr genutzt. | 094 65110          | Baudenkmal                   | Kirche                   |
| Bahnhofstraße 7 (Karte) | Wohn- und Geschäftshaus   | | 094 65024          | Baudenkmal                   | BW                       |
| Bahnhofstraße 15 auf einer Anhöhe oberhalb der Bahnhofstraße (Karte) | Kirche                    | Ehemalige katholische Kirche Unbefleckte Empfängnis, auch kurz St. Maria oder St. Marien genannt, 1892/93 nach Plänen von Arnold Güldenpfennig erbaut, 2020 profaniert. | 094 65623          | Baudenkmal                   | Weitere Bilder           |
| Berggrenze 6 (Karte) | Wohnhaus                  | sog. Beamtenhaus | 094 65095          | Baudenkmal                   | BW                       |
| Berggrenze 59 (Karte) | Wohnhaus                  | | 094 65096          | Baudenkmal                   | BW                       |
| Breite Straße 29 (Karte) | Wohnhaus                  | | 094 65025          | Baudenkmal                   | BW                       |
| Festplatz, Heinrich-Mann-Weg (Karte) | Denkmal                   | Flamme der Freundschaft | 094 65015          | Baudenkmal                   | Weitere Bilder           |
| Freimarkt 35 (Karte) | Wohnhaus                  | | 094 65028          | Baudenkmal                   | BW                       |
| Freimarkt 38 (Karte) | Wohnhaus                  | | 094 65029          | Baudenkmal                   | BW                       |
| Freimarkt 4, 5, 6, 7, 8, 9, 10, 11, 12, 13, 14, 15, 16, 17, 18, 19, 20, 21, 22, 23, 24, 25, 26, 27, 28, 29, 30, 31, 32, 33, 34, 35, 36, 37, 38, 39, 40, 41, 42, 43, 44, 45, 46, 47, 48, 49, Hadebornstraße 1, 2, 3, 4, 5, 6, 7, 8, 9, 10, 11, 12, 13, 14, 15, 16, 17, 18, 19, 20, 21, 22, 23, 24, Hinter den Planken, gesamte Bebauung mit Hexenturm, Kirchgasse, Kirchplatz, gesamte Bebauung, Kirchplatz/Krankenhausstraße, Alter Friedhof bzw. Stadtpark mit Resten der Befestigung, Markt 1, 2, 3, 4, 5, 6, 7, 8, 9, 10, 11, 12, 13, 14, 15, 16, 17, 18, 19, 20, 21, 22, 23, 24, 25, 26, 27, 28, 29, 30, 31, 32, 33, 34, 35, 36, 37, 38, 39, 40, 41, 42, 43, 44, 45, 46, 47, 48, 49, 50, 51, 52, 53, 54, 55 sowie Bergbaudenkmal und Saigertor, Rathausstraße, gesamte Bebauung einschließlich Ruine eines Schalenturms und Mauerresten am Parkplatz, Untermühlenstraße 2, 4, 6, 8, 9, 10, 12, 14, 16, 18, 20, 22, 24, 26, 28, 30, Wilhelmstraße 2 und Molmecker Turm (Karte) | Altstadt                  | | 094 65016          | Denkmalbereich               | Altstadt                 |
| Freimarkt 40 (Karte) | Wohnhaus                  | | 094 65030          | Baudenkmal                   | BW                       |
| Freimarkt 45 (Karte) | Wohnhaus                  | | 094 65031          | Baudenkmal                   | BW                       |
| Freimarkt 47 (Karte) | Wohnhaus                  | | 094 65032          | Baudenkmal                   | BW                       |
| Freimarkt 49 (Karte) | Wohnhaus                  | | 094 65033          | Baudenkmal                   | BW                       |
| Freimarkt 8, 10, 12 (Karte) | Kloster                   | | 094 65026          | Baudenkmal                   | BW                       |
| Gangolfstraße (Karte) | Kirche                    | St. Gangolf und Mariae | 094 65034          | Baudenkmal                   | Kirche                   |
| Hadebornstraße 24 (Karte) | Wohnhaus                  | | 094 65036          | Baudenkmal                   | BW                       |
| Hadebornstraße, Hinter den Planken, Kirchgasse, Kirchplatz/Krankenhausstraße, Markt, Rathausstraße, Wilhelmstraße (Karte) | Stadtbefestigung          | | 094 65038          | Baudenkmal                   | Stadtbefestigung         |
| Hohe Straße 1 (Karte) | Wohnhaus                  | | 094 65039          | Baudenkmal                   | BW                       |
| Hohe Straße 12 (Karte) | Wohnhaus                  | | 094 65037          | Baudenkmal                   | BW                       |
| Hohe Straße 13 (Karte) | Wohnhaus                  | | 094 65023          | Baudenkmal                   | BW                       |
| Hohe Straße 20 (Karte) | Wohnhaus                  | | 094 65040          | Baudenkmal                   | BW                       |
| Johannistor 8 (Karte) | Kapelle                   | Sankt Johannis | 094 65041          | Baudenkmal                   | BW                       |
| Kirchplatz (Karte) | Kirche                    | Sankt Jakobi | 094 65045          | Baudenkmal                   | Kirche                   |
| Kirchplatz 3 (Karte) | Pfarrhof                  | | 094 65042          | Baudenkmal                   | BW                       |
| Kirchplatz 4 (Karte) | Pfarrhof                  | | 094 65043          | Baudenkmal                   | BW                       |
| Kirchplatz, Krankenhausstraße (Karte) | Friedhof                  | Alter Friedhof | 094 65044          | Baudenkmal                   | BW                       |
| Klubhausstraße (Karte) | Kirche                    | Lutherkirche | 094 65047          | Baudenkmal                   | BW                       |
| Lichtlöcherberg 40 (Karte) | Hüttenwerk                | Gottesbelohnungshütte, Walzwerk Hettstedt, ALU-HET | 094 65105          | Baudenkmal                   | BW                       |
| Lichtlöcherberg 40, auf dem Gelände der ehemaligen Bessemerei | Gebäude Nr. 57 „Fuchsbau“ | Hüttenwerk 2020 als Denkmal eingetragen | 107 60022          | Baudenkmal                   |                          |
| Lichtlöcherberg 40, auf dem Gelände der ehemaligen Bessemerei | Gebäude Nr. 58            | Hüttenwerk 2020 als Denkmal eingetragen | 107 60023          | Baudenkmal                   |                          |
| Lichtlöcherberg 40, auf dem Gelände der ehemaligen Bessemerei | Gebäude Nr. 60            | Hüttenwerk 2020 als Denkmal eingetragen | 107 60024          | Baudenkmal                   |                          |
| Lichtlöcherberg 40, auf dem Gelände der ehemaligen Bessemerei | Gebäude Nr. 67            | Hüttenwerk 2020 als Denkmal eingetragen | 107 60025          | Baudenkmal                   |                          |
| Lichtlöcherberg 40, auf dem Gelände der ehemaligen Bessemerei | Bunkeranlage              | Hüttenwerk 2020 als Denkmal eingetragen | 107 60026          | Baudenkmal                   |                          |
| Lichtlöcherberg 40, auf dem Gelände der ehemaligen Bessemerei | Ärztehaus                 | Hüttenwerk 2020 als Denkmal eingetragen | 107 60027          | Baudenkmal                   |                          |
| Luisenstraße 6 (Karte) | Wohnhaus                  | | 094 65048          | Baudenkmal                   | BW                       |
| Markt südwestliche Seite des Parkplatzes | Toranlage                 | | 094 65056          | Baudenkmal                   |                          |
| Markt 3 (Karte) | Rathaus                   | | 094 65050          | Baudenkmal                   | Rathaus                  |
| Markt 26 (Karte) | Wohn- und Geschäftshaus   | | 094 65052          | Baudenkmal                   | BW                       |
| Markt 32 (Karte) | Wohn- und Geschäftshaus   | Löwenapotheke | 094 65053          | Baudenkmal                   | Wohn- und Geschäftshaus  |
| Markt 39, 40 Ecklage, gassenförmige Ausweitung des Marktes zum Brückturm (Karte) | Wohn- und Geschäftshaus   | Sparkasse des Mansfelder Gebirgskreises | 094 65319          | Baudenkmal                   | BW                       |
| Markt 44 (Karte) | Ackerbürgerhof            | | 094 65054          | Baudenkmal                   | BW                       |
| Markt 49 (Karte) | Kaufhaus                  | | 094 65055          | Baudenkmal                   | Kaufhaus                 |
| Molmecker Straße 16, 18, 20, 22 (Karte) | Häusergruppe              | | 094 65060          | Denkmalbereich               | BW                       |
| Molmecker Straße 41 (Karte) | Wohnhaus                  | | 094 65111          | Baudenkmal                   | BW                       |
| Molmecker Straße 53 (Karte) | Wohn- und Geschäftshaus   | | 094 65112          | Baudenkmal                   | BW                       |
| Molmecker Straße, Obermühlenstraße (Karte) | Treppenanlage             | | 094 65092          | Baudenkmal                   | BW                       |
| Mühlgartenstraße 1 (Karte) | Villa                     | | 094 65061          | Baudenkmal                   | BW                       |
| Mühlgartenstraße 7 (Karte) | Villa                     | | 094 65062          | Baudenkmal                   | BW                       |
| Obermühlenstraße 9 (Karte) | Wohnhaus                  | | 094 65063          | Baudenkmal                   | BW                       |
| Obertor 2 (Karte) | Wohn- und Geschäftshaus   | | 094 65064          | Baudenkmal                   | BW                       |
| Pappelweg (Karte) | Feierhalle                | | 094 65106          | Baudenkmal                   | BW                       |
| Promenade zwischen Promenade und Talstraße (Karte) | Tunnel                    | | 094 65065          | Baudenkmal                   | BW                       |
| Randsiedlung 1, 2, 3, 4, 5, 6, 7, 8, 9, 10, 11, 12, 13, 14, 15, 16, 17, 18, 19, 20, 21, 22, 23, 24, 25, 26, 27, 28, 29, 30, 31, 32, 33, 34, 35, 36, 37, 38, 39, 40, 41, 42, 43, 44, 45, 47 (Karte) | Siedlung                  | | 094 65066          | Denkmalbereich               | BW                       |
| Rathausstraße 2 (Karte) | Schule                    | Gymnasium am Markt | 094 65067          | Baudenkmal                   | BW                       |
| Sanderslebener Straße 6 (Karte) | Wohnhaus                  | | 094 65068          | Baudenkmal                   | BW                       |
| Sankt-Jakobi-Straße (Karte) | Friedhof                  | | 094 65074          | Baudenkmal                   | BW                       |
| Sankt-Jakobi-Straße 50, 52, 54, 56, 58 (Karte) | Straßenzeile              | | 094 65073          | Denkmalbereich               | BW                       |
| Sankt-Jakobi-Straße 52 (Karte) | Villa                     | | 094 65070          | Baudenkmal                   | BW                       |
| Sankt-Jakobi-Straße 54 (Karte) | Villa                     | | 094 65071          | Baudenkmal                   | BW                       |
| Sankt-Jakobi-Straße 56 (Karte) | Villa                     | | 094 65072          | Baudenkmal                   | BW                       |
| Schafplane 1, 2, 3, 4, 5, 6, 7, 8, 9, 10, 11, 12, 13, 14, 15, 16, 17, 18, 19, 20, 21, 22, 23, 24, 25, 26, 27, 28, 29, 30 (Karte) | Siedlung                  | | 094 65075          | Denkmalbereich               | BW                       |
| Schloßstraße (Karte) | Gedenkstein               | | 094 65101          | Baudenkmal                   | BW                       |
| Schloßstraße (Karte) | Kirche                    | Sankt Nikolai | 094 65102          | Baudenkmal                   | Kirche                   |
| Schloßstraße 1 (Karte) | Villa                     | | 094 65099          | Baudenkmal                   | BW                       |
| Schloßstraße 3 (Karte) | Pfarrhof                  | | 094 65100          | Baudenkmal                   | BW                       |
| Schloßstraße 41 | Gästehaus                 | Wohnhaus 2020 als Denkmal eingetragen | 107 60029          | Baudenkmal                   |                          |
| Untere Bahnhofstraße 9 (Karte) | Postamt                   | | 094 65077          | Baudenkmal                   | Postamt                  |
| Untere Bahnhofstraße 10 (Karte) | Wohn- und Geschäftshaus   | | 094 65078          | Baudenkmal                   | BW                       |
| Untere Bahnhofstraße 20 (Karte) | Wohn- und Geschäftshaus   | Zur Wipperklause | 094 65079          | Baudenkmal                   | Wohn- und Geschäftshaus  |
| Untere Bahnhofstraße 23 Ecklage zur Breiten Straße (Karte) | Villa                     | | 094 65080          | Baudenkmal                   | BW                       |
| Untere Bahnhofstraße 28 (Karte) | Villa                     | | 094 65081          | Baudenkmal                   | BW                       |
| Untere Bahnhofstraße 44 (Karte) | Wohnhaus                  | | 094 65082          | Baudenkmal                   | BW                       |
| Untere Bahnhofstraße 46 (Karte) | Wohnhaus                  | | 094 65083          | Baudenkmal                   | BW                       |
| Untermühlenstraße 12 (Karte) | Wohnhaus                  | | 094 66040          | Baudenkmal                   | BW                       |
| Untermühlenstraße 15 am ehemaligen Wipper-Mühlgraben (Karte) | Mühlrad                   | Untermühle | 094 65091          | Baudenkmal                   | BW                       |
| Untermühlenstraße 24 (Karte) | Wohnhaus                  | | 094 65085          | Baudenkmal                   | BW                       |
| Wilhelmstraße 2 (Karte) | Druckerei                 | Druckerei Heise | 094 65057          | Baudenkmal                   | BW                       |
| Wilhelmstraße 16 (Karte) | Wohn- und Geschäftshaus   | | 094 65087          | Baudenkmal                   | BW                       |
| Wilhelmstraße 21 (Karte) | Wohn- und Geschäftshaus   | | 094 65088          | Baudenkmal                   | BW                       |
| Windmühlenstraße 7 (Karte) | Mühle                     | | 094 65089          | Baudenkmal                   | BW                       |

### Ritterode
| Lage                                        | Bezeichnung | Beschreibung | Erfassungs- nummer | Ausweisungsart | Bild |
| ------------------------------------------- | ----------- | ------------ | ------------------ | -------------- | ---- |
| an der Straße oberhalb der Ortslage (Karte) | Gutshof     |              | 094 65976          | Baudenkmal     | BW   |
| Dorfstraße 7 Meisberg                       | Bauernhof   |              | 094 65977          | Baudenkmal     |      |
| Dorfstraße 8 Meisberg                       | Bauernhaus  |              | 094 65978          | Baudenkmal     |      |
| Hauptstraße 3 Meisberg                      | Gutshof     |              | 094 65979          | Baudenkmal     |      |

### Walbeck
| Lage                                 | Bezeichnung     | Beschreibung                    | Erfassungs- nummer | Ausweisungsart | Bild            |
| ------------------------------------ | --------------- | ------------------------------- | ------------------ | -------------- | --------------- |
| (Karte)                              | Kirche          | Evangelische St.-Andreas-Kirche | 094 65167          | Baudenkmal     | Weitere Bilder  |
| Lindenberg                           | Wegweiser       |                                 | 094 65640          | Kleindenkmal   |                 |
| Gutsplatz, Planteurhausweg 1 (Karte) | Schloss Walbeck | Schloss                         | 094 65163          | Baudenkmal     | Schloss Walbeck |
| Klosterstraße (Karte)                | Gasthof         | Klosterschenke                  | 094 65164          | Baudenkmal     | BW              |
| Zum Unterdorf (Karte)                | Mühlenhof       |                                 | 094 65166          | Baudenkmal     | BW              |

## Ehemalige Kulturdenkmale nach Ortsteilen
Die nachfolgenden Objekte waren ursprünglich ebenfalls denkmalgeschützt oder wurden in der Literatur als Kulturdenkmale geführt. Die Denkmale bestehen heute jedoch nicht mehr, ihre Unterschutzstellung wurde aufgehoben oder sie werden nicht mehr als Denkmale betrachtet.

### Burgörner-Altdorf
| Lage                           | Bezeichnung | Beschreibung                                                   | Erfassungs- nummer | Ausweisungsart | Bild |
| ------------------------------ | ----------- | -------------------------------------------------------------- | ------------------ | -------------- | ---- |
| Berggrenze 1, 2, 3, 4, 5, 7, 9 | Straßenzug  | Bergarbeiterhäuser des späten 18. und frühen 19. Jahrhunderts, | 094 65094          | Denkmalbereich |      |

### Hettstedt
| Lage | Bezeichnung  | Beschreibung | Erfassungs- nummer | Ausweisungsart | Bild |
| --- | ------------ | --- | ------------------ | -------------- | ---- |
| Auguststraße 27 (Karte) | Wohnhaus     | | 094 65021          | Baudenkmal     | BW   |
| Berggrenze 63 (Karte) | Bauernhof    | | 094 65097          | Baudenkmal     | BW   |
| Freimarkt 33 (Karte) | Wohnhaus     | Wohnhaus, im Jahr 2018 wurde das Gebäude nach einer ungenehmigten Zerstörung aus dem Denkmalverzeichnis ausgetragen | 094 65027          | Baudenkmal     | BW   |
| Hadebornstraße 14 (Karte) | Wohnhaus     | | 094 65035          | Baudenkmal     | BW   |
| Hohe Straße 2, 4, 6, 8, 10, 12, 14, 16, 18, 20 (Karte) | Straßenzeile | Schlichte Gebäude vor allem aus dem frühen 19. Jahrhundert, nach vielen ungenehmigten, nicht denkmalgerechten Veränderungen ist die Denkmaleigenschaft erloschen. Im Jahr 2017 erfolgte die Löschung aus dem Denkmalverzeichnis.                  | 094 65022          | Denkmalbereich | BW   |
| Konradstraße 9 | Wohnhaus     | | 094 65046          | Baudenkmal     |      |
| Markt 20 (Karte) | Wohnhaus     | | 094 65051          | Baudenkmal     | BW   |
| Sankt-Jakobi-Straße 17 (Karte) | Wohnhaus     | Wohnhaus, nach Abbruch 2019 aus dem Denkmalverzeichnis ausgetragen. | 094 65069          | Baudenkmal     | BW   |
| Meisberger Straße 3, 5, 7, 9, 11, 12, 13, 14, 15, 16, 17, 18, 19, 20, 21, 22, 23, 24, 25, 26, 27, 28, 29, 30, 31, 33, 34, 35, 36, 37, 38, 40, 42, 44, 46  | Siedlung     | Bergarbeitersiedlung aus der Zeit ab dem frühen 19. Jahrhundert, nach vielen ungenehmigten, nicht denkmalgerechten Veränderungen ist die Denkmaleigenschaft erloschen. Im Jahr 2017 erfolgte die Löschung aus dem Denkmalverzeichnis.             | 094 65058          | Denkmalbereich |      |
| Meisberger Straße 40 (Karte) | Wohnhaus     | prüfen, ob noch existent | 094 65059          | Baudenkmal     | BW   |
| Untere Bahnhofstraße 7, 8, 9, 10, 11, 12, 13, 14, 15, 16, 17, 18, 20, 21, 22, 23, 25, 27, 28, 29, 30, 31, 32, 33, 34, 36, 38, 40, 42, 44, 46, 46a (Karte) | Straßenzug   | Ende des 19. Jahrhunderts in Bezug auf den Bahnhof erbaute Stadterweiterung, nach vielen ungenehmigten, nicht denkmalgerechten Veränderungen ist die Denkmaleigenschaft erloschen. Im Jahr 2017 erfolgte die Löschung aus dem Denkmalverzeichnis. | 094 65076          | Denkmalbereich | BW   |
| Walbecker Straße 5 (Karte) | Wohnhaus     | | 094 65086          | Baudenkmal     | BW   |

### Walbeck
| Lage     | Bezeichnung | Beschreibung | Erfassungs- nummer | Ausweisungsart | Bild |
| -------- | ----------- | ------------ | ------------------ | -------------- | ---- |
| Winkel 3 | Toranlage   |              | 094 65165          | Baudenkmal     |      |

## Legende
In den Spalten befinden sich folgende Informationen:
- Lage: Nennt den Straßennamen und wenn vorhanden die Hausnummer des Kulturdenkmals. Die Grundsortierung der Liste erfolgt nach dieser Adresse. Der Link „Karte“ führt zu verschiedenen Kartendarstellungen und nennt die geographischen Koordinaten.
Link zu einem Kartenansichtstool, um Koordinaten zu setzen. In der Kartenansicht sind Baudenkmale ohne Koordinaten mit einem roten bzw. orangen Marker dargestellt und können in der Karte gesetzt werden. Baudenkmale ohne Bild sind mit einem blauen bzw. roten Marker gekennzeichnet, Baudenkmale mit Bild mit einem grünen bzw. orangen Marker.
- Offizielle Bezeichnung: Nennt den Namen, die Bezeichnung oder zumindest die Art des Kulturdenkmals und verlinkt, soweit vorhanden, auf den Artikel zum Objekt.
- Beschreibung: Nennt bauliche und geschichtliche Einzelheiten des Kulturdenkmals, vorzugsweise die Denkmaleigenschaften.
- Erfassungsnummer: Für jedes Kulturdenkmal wird in Sachsen-Anhalt eine 20stellige Erfassungsnummer vergeben. Die letzten zwölf Ziffern werden für die Untergliederung nach Teilobjekten genutzt und werden nur angegeben, soweit vergeben. In dieser Spalte kann sich folgendes Icon  befinden, dies führt zu Angaben zu diesem Baudenkmal bei Wikidata.
- Ausweisungsart: Die Einordnung des Denkmales nach § 2 Abs. 2 DenkmSchG LSA
- Bild: Ein Bild des Denkmales, und gegebenenfalls einen Link zu weiteren Fotos des Kulturdenkmals im Medienarchiv Wikimedia Commons. Wenn man auf das Kamerasymbol klickt, können Fotos zu Kulturdenkmalen aus dieser Liste hochgeladen werden: